# Trinity and Beyond
Trinity and Beyond: The Atomic Bomb Movie – amerykański film w reżyserii Petera Kurana, z narracją Williama Shatnera. W filmie wykorzystano odnowione archiwalne materiały filmowe, które przedstawiają tworzenie i testowanie broni atomowej od pierwszego wybuchu jądrowego - testu Trinity do pierwszej eksplozji dokonanej przez Chińską Republikę Ludową w 1964 roku.

## Wywiady
W filmie wywiadów udzielili:
- Edward Teller
- Frank H. Shelton